# Iiyama PC
iiyama PC（イーヤマピーシー）は、MCJグループのユニットコムが製造・販売しているパソコン製品。
BTO方式によって生産されており、ユニットコムの直営店舗（パソコン工房、グッドウィルなど）や同社の通販サイトで販売されている。

## 概要
元々ユニットコムは自社製パソコン製品のブランドとしてLesance（レサンセ）を売り出していたものの、ユーザーの認知度が低い故にブランド名が浸透しづらいという問題があった。その後継としてより強固なブランドイメージを打ち出すべく、液晶ディスプレイのブランドとして古くから知られていたiiyamaの名を冠して誕生したのが、iiyama PCである。
2013年10月に展開が開始され、同月18日に全国のユニットコム直営店舗および通販サイトにて製品の販売が開始。これによりLesanceは、iiyama PCに置き換わる形で事実上終息することとなった。その後、製品ラインアップを一新するため、2015年より4つのブランドからなる製品群「∞シリーズ」が展開され、現在に至っている。
なお製品の生産に関しては、一部モデルを除き長野県の豊野工場で行われている。

### ブランドロゴについて
ブランドロゴは液晶ディスプレイのiiyamaとは別デザインのものを採用している。誕生当初のロゴは、液晶ディスプレイのロゴと同様、iiyamaの"ii"の上段部分が∞(無限大)のマークになっているが、真ん中の"a"に特徴を持たせたデザインが施されていた。なお、現在使用されている2代目からは、液晶ディスプレイのロゴに近いデザインに一新されている。

### ∞(インフィニティ)シリーズ
iiyama PCにおいて展開されている製品ブランド群の総称。一般ユーザー向けのSTYLE∞(スタイル インフィニティ)を中核に据え、ゲーマー向けのLEVEL∞(レベル インフィニティ)、クリエイター向けのSENSE∞(センス インフィニティ)、ビジネス向けのSOLUTION∞(ソリューション インフィニティ)が用意されている。LEVEL∞は、同シリーズの第1弾として他のブランドよりも先に、2015年6月25日に誕生した。

### 直営店舗
秋葉原、大阪、名古屋の3拠点に直営店舗がある。秋葉原店は当初ゲーマー向け製品LEVEL∞の専門店「LEVEL∞HUB」としてオープンしていた。

## 主な製品
※以下の製品一覧は2019年6月現在のもの。詳細はパソコン工房公式通販サイトを参照。
- 一般ユーザー向け製品(STYLE∞)
  - デスクトップパソコン
    - I-Class
    - C-Class
    - S-Class
    - M-Class
    - R-Class
    - Q-Class

  - ノートパソコン
    - N-Class Pシリーズ
    - N-Class Hシリーズ
    - N-Class Xシリーズ
    - N-Class XRシリーズ
    - N-Class XGシリーズ
- ゲーマー向け製品(LEVEL∞)
  - デスクトップパソコン
    - I-Class
    - C-Class
    - M-Class
    - R-Class
    - G-Class
    - F-Class

  - ノートパソコン
    - N-Class
- クリエイター向け製品(SENSE∞)
  - カラーコレクション向けモデル
  - CG・VFX映像制作向けモデル
  - Unreal Engine推奨モデル
  - ディープラーニング環境構築向けモデル
  - CLIP STUDIO PAINT推奨モデル
  - DAW・DTM編集向けモデル
  - 4K動画編集向けモデル
  - 写真編集向けモデル
  - 3Dプリントデータ作成向けモデル
  - イラストレーター向けモデル
  - RAW現像・写真編集向けモデル
- ビジネス向け製品(SOLUTION∞)
  - デスクトップパソコン
    - bz I
    - bz C
    - bz S
    - bz M
    - bz T

  - ノートパソコン
    - bz N4
    - bz N5
    - bz N6
    - bz N7

  - ワークステーションモデル
- ディープラーニング専用製品(DEEP∞)
  - デスクトップモデル
  - ノートモデル
  - ワークステーションモデル
- タブレットパソコン
  - Androidタブレット
  - Windowsタブレット
- コンセプトPC製品
  - 雅

かつて販売されていた製品
- 一般向け製品
  - デスクトップパソコン
    - MD7
    - MN7
    - SL5
    - ML5
    - STYLE∞ E-Class

  - スティック型パソコン
    - Picoretta
- ゲーマー向け製品(LEVEL∞)
  - S-Class
- クリエイター向け製品(SENSE∞)
  - ニコニコ生放送・YouTube配信向けモデル
- ビジネス向け製品(SOLUTION∞)
  - ノートパソコン
    - bz N3

  - VR開発向けモデル
- iiyamaBiz

### 雅(みやび)
2014年12月に発売された製品シリーズ。和をコンセプトにしており、日本の伝統的な建築工法の一つである鎧張りをデザインに取り入れている。

### DEEP∞(ディープ インフィニティ)
2018年5月に誕生した製品ブランド。SOLUTION∞からの派生ブランドであり、AI開発およびディープラーニングを行うことを目的に設計された。AIの開発環境をローカルで扱えるようにするクラウドプラットフォームNGC(NVIDIA GPU Cloud)に対応しており、デスクトップモデル、ノートモデル、ワークステーションモデルの3つが用意されている。

### Picoretta
2015年3月に発売されたスティック型パソコン。テレビのHDMI端子に接続して使用する。

### iiyamaBiz
かつて存在していた法人用パソコンのブランド。現在はSOLUTION∞に置き換わる形で消滅している。

## オリジナルキャラクター

### 戦国戦隊イイヤマン
iiyama PCの広報キャラクター。「上杉謙信の密命により、武田信玄に備えるべく結成された秘密戦隊」という設定で、男性3人・女性2人+ロボットの構成。2014年5月の発表時点ではレッドとイエロー以外のメンバーが公開されず、消息不明とされていたが、6月にブルー、11月にグリーンとピンクが加わったことで全メンバーが揃った。現在は公式サイトにてショートコミックが不定期で掲載されている。
イイヤマンの一員であるロボット・めしやまは、2015年5月にLINEスタンプが販売されており、同年8月に第6回ゆるキャラグランプリにエントリーしたものの、受賞には至らなかった。
メンバー
- イイヤマンレッド - イイヤマンのリーダー。性別：男。熱血漢で、イエローと共にBUY MORE(ユニットコム直営店舗の一つ)でアルバイトをしながら、離ればなれになってしまったメンバーを探していた。
- イイヤマンイエロー - イイヤマンの一員。性別：男。レッドの従者的存在で、レッドをサポートする役割。パソコンパーツに精通しており、新技術に目がない。
- イイヤマンブルー - イイヤマンの一員。性別：男。新社会人として研修中、強制的にメンバーとして加えられた。冷静沈着でナルシストな堅物。
- イイヤマングリーン - イイヤマンの一員。性別：女。コスプレカフェでアルバイトをしていた時にスカウトされ、メンバーに加えられる。気が弱く控えめな性格で、異性が苦手。
- イイヤマンピンク - イイヤマンの一員。性別：女。ユニットコムの東京本社に勤務しており、自らイイヤマンに加わってきた。高飛車で気が強い性格。
- めしやま - Windowsベースで動いているスーパーロボット。普段は小さく可愛らしい姿をしているが、体に付いている電源ボタンを押すことで巨大化して戦うことができる。

## イメージキャラクター
2017年から2018年まで、アイドルグループの仮面女子とパソコン工房とのコラボ企画による派生ユニット「無限女子 〜powered by 仮面女子〜」がiiyama PCのイメージキャラクターを務めていたが、2019年からは同じコラボ企画により誕生した後継ユニットである「無限女子 Forward 〜powered by 仮面女子〜」が務めている。

## CM出演者
- 紗倉まな(LEVEL∞のテレビCMに出演[注釈 2][21][22]。)
- 無限女子 〜powered by 仮面女子〜(ウェブCMおよびパソコン工房のテレビCMに出演。また、メンバーである神谷えりなはLEVEL∞のCMに単独で出演[23][24]。)

## スポンサー
- にぶちゃんねる（2025年6月3日 - 、LEVEL∞ レベルインフィニティ） - YouTubeチャンネル[25]